# Ghiacciaio Tofani
Il ghiacciaio Tofani (in inglese Tofani Glacier) è un ghiacciaio situato sulla costa di Bowman, nella parte sud-orientale della Terra di Graham, in Antartide. Il ghiacciaio, il cui punto più alto si trova a circa 945 m s.l.m., fluisce in direzione nord-est fino ad entrare nell'insenatura di Solberg, poco a nord del picco Houser, andando così ad alimentare quello che rimane della piattaforma glaciale Larsen C.

## Storia
Dopo essere stato fotografato nel 1940 da parte del Programma Antartico degli Stati Uniti d'America, il ghiacciaio Tofani fu poi oggetto di un'altra ricognizione, questa volta da parte del British Antarctic Survey, che all'epoca si chiamava ancora Falkland Islands and Dependencies Survey, che, tra il 1946 e il 1948, lo esplorò via terra e lo mappò. Il ghiacciaio fu quindi battezzato, nel 1977, dal Comitato consultivo dei nomi antartici in onore del dottor Walter Tofani, fisico della spedizione presso la Stazione Palmer nel 1975.